# Thanatus okayi
Thanatus okayi är en spindelart som beskrevs av Karol 1966. Thanatus okayi ingår i släktet Thanatus och familjen snabblöparspindlar.
Artens utbredningsområde är Turkiet. Inga underarter finns listade i Catalogue of Life.